# Carex serratodens
Carex serratodens là một loài thực vật có hoa trong họ Cói. Loài này được S.Watson mô tả khoa học đầu tiên năm 1880.